# Volodîmîrivka, Svatove
Volodîmîrivka (în ucraineană Володимирівка) este un sat în comuna Kuzemivka din raionul Svatove, regiunea Luhansk, Ucraina.

## Demografie
Componența lingvistică a localității Volodîmîrivka
     Ucraineană (82,45%)
     Rusă (16,49%)
     Alte limbi (0,53%)
Conform recensământului din 2001, majoritatea populației localității Volodîmîrivka era vorbitoare de ucraineană (82,45%), existând în minoritate și vorbitori de rusă (16,49%).